# Lãnh thổ Ủy trị Syria và Liban

Các lãnh thổ ủy trị của Pháp tại Trung Đông, nay ở Syria và Liban. Thủ phủ mỗi vùng ủy trị tại dấu chấm.

Lãnh thổ Ủy trị Syria và Liban (tiếng Pháp: Mandat pour la Syrie et le Liban; tiếng Ả Rập: الانتداب الفرنسي على سوريا ولبنان al-intidāb al-fransi 'ala suriya wa-lubnān) (1923−1946) là một xứ ủy trị Hội Quốc Liên được thành lập sau Chiến tranh thế giới thứ nhất và phân chia đế quốc Ottoman liên quan đến Syria và Liban. Chế độ ủy trị được cho là khác với chủ nghĩa thực dân, với nước cai trị đóng vai trò ủy trị cho đến khi người dân có thể tự mình quản lý. Vào thời điểm đó, nhiệm vụ sẽ chấm dứt và một quốc gia độc lập sẽ được sinh ra.
Trong hai năm sau khi chiến tranh kết thúc năm 1918 và theo Thỏa thuận Sykes-Picot do Anh và Pháp ký giữa chiến tranh, người Anh nắm quyền kiểm soát phần lớn Ottoma Mesopotamia (nay là Iraq) và phần phía nam của Syria thuộc Ottoman (Palestine và Transjordan), trong khi Pháp kiểm soát phần còn lại của Syria Ottoman, Lebanon, Alexandretta (Hatay) và các phần khác của phía đông nam Thổ Nhĩ Kỳ. Vào đầu những năm 1920, sự kiểm soát của Anh và Pháp đối với các lãnh thổ này đã trở nên chính thức hoá theo hệ thống uỷ trị của Hội Quốc liên, và vào ngày 29 tháng 9 năm 1923, Pháp được được Hội Quốc liên giao quyền ủy trị Syria, bao gồm lãnh thổ Libăng và Alexandretta hiện nay ngoài ranh giới Syria.
Chính quyền khu vực dưới thời Pháp đã được thực hiện thông qua một số chính phủ và vùng lãnh thổ khác nhau, bao gồm Liên bang Syria (1922-24), Nhà nước Syria (1924-30) và Cộng hòa Syrian (1930-1958), như Cũng như các quốc gia nhỏ hơn: Nhà nước Greater Lebanon, Nhà nước Alawite và Nhà nước Jabal Druze. Hatay được Thổ Nhĩ Kỳ sáp nhập năm 1939. Pháp lệnh bắt đầu cho đến năm 1943, khi hai nước độc lập nổi lên, Syria và Liban. Quân Pháp hoàn toàn rời khỏi Syria và Liban vào năm 1946.